# Wenezuela na Letnich Igrzyskach Olimpijskich 2020
Wenezuelę na Letnich Igrzyskach Olimpijskich 2020 reprezentowało 43 zawodników: 30 mężczyzn i 13 kobiet. Był to 19. start reprezentacji Wenezueli na letnich igrzyskach olimpijskich.

## Zdobyte medale[3]
| Medal  | Zawodnik            | Dyscyplina           | Konkurencja                 | Rezultat  | Data       |
| ------ | ------------------- | -------------------- | --------------------------- | --------- | ---------- |
| Złoto  | Yulimar Rojas       | Lekkoatletyka        | trójskok kobiet             | 15,67 m   | 1 sierpnia |
| Srebro | Julio Mayora        | Podnoszenie ciężarów | kategoria do 73 kg mężczyzn | 346 kg    | 28 lipca   |
| Srebro | Keydomar Vallenilla | Podnoszenie ciężarów | kategoria do 96 kg mężczyzn | 387 kg    | 31 lipca   |
| Srebro | Daniel Dhers        | Kolarstwo BMX        | freestyle kobiet            | 92,05 pkt | 1 sierpnia |

## Skład kadry

### Boks
| Zawodnik        | Konkurencja             | 1/16             | 1/8              | Ćwierćfinał      | Półfinał         | Finał            | Finał   | Źródło |
| Zawodnik        | Konkurencja             | Przeciwnik Wynik | Przeciwnik Wynik | Przeciwnik Wynik | Przeciwnik Wynik | Przeciwnik Wynik | Miejsce | Źródło |
| --------------- | ----------------------- | ---------------- | ---------------- | ---------------- | ---------------- | ---------------- | ------- | ------ |
| Yoel Finol      | waga musza mężczyzn     | Tanaka P 0-5     | NQ               | NQ               | NQ               | NQ               | 17.     | [ 4 ]  |
| Nalek Korbaj    | waga półciężka mężczyzn | Houmri P 2-3     | NQ               | NQ               | NQ               | NQ               | 17.     | [ 5 ]  |
| Irismar Cardozo | waga musza kobiet       | Sorrentino P 0-5 | NQ               | NQ               | NQ               | NQ               | 17.     | [ 6 ]  |

### Golf
| Zawodnik        | Konkurencja | Runda 1 | Runda 2 | Runda 3 | Runda 4 | Łącznie | Łącznie | Łącznie | Źródło |
| Zawodnik        | Konkurencja | Wynik   | Wynik   | Wynik   | Wynik   | Wynik   | Par     | Pozycja | Źródło |
| --------------- | ----------- | ------- | ------- | ------- | ------- | ------- | ------- | ------- | ------ |
| Jhonattan Vegas | Mężczyźni   | 66      | 70      | 70      | 67      | 273     | - 11    | 16.     | [ 7 ]  |

### Judo
| Zawodnik           | Konkurencja | 1/16                | 1/8                 | Ćwierćfinał         | Półfinał            | Repasaże             | Finał / 3.miejsce         | Finał / 3.miejsce | Źródła |
| Zawodnik           | Konkurencja | Przeciwniczka Wynik | Przeciwniczka Wynik | Przeciwniczka Wynik | Przeciwniczka Wynik | Przeciwniczka Wynik  | Przeciwniczka Wynik       | Pozycja           | Źródła |
| ------------------ | ----------- | ------------------- | ------------------- | ------------------- | ------------------- | -------------------- | ------------------------- | ----------------- | ------ |
| Anriquelis Barrios | -63 kg (k)  | Dawydowa W 10-00    | Carvajal W 10-00    | Trstenjak P 01-10   | NQ                  | Ozdoba-Błach W 01-00 | Beauchemin-Pinard P 00-01 | 5.                | [ 8 ]  |
| Elvismar Rodríguez | -70 kg (k)  | Scoccimarro P 00-01 | NQ                  | NQ                  | NQ                  | NQ                   | NQ                        | 17.               | [ 9 ]  |
| Karen León         | -78 kg (k)  | Sampaio P 00-10     | NQ                  | NQ                  | NQ                  | NQ                   | NQ                        | 17.               | [ 10 ] |

### Karate
| Zawodnik     | Konkurencja   | Eliminacje | Eliminacje | Eliminacje | Eliminacje | Eliminacje | Finał                          | Pozycja | Źródło |
| Zawodnik     | Konkurencja   | 1 kata     | 2 kata     | Średnia    | 3 kata     | Wynik      | Finał                          | Pozycja | Źródło |
| ------------ | ------------- | ---------- | ---------- | ---------- | ---------- | ---------- | ------------------------------ | ------- | ------ |
| Antonio Díaz | kata mężczyzn | 25,74      | 26,40      | 26,07      | 26,28      | 3.         | Ariel Torres P (26,34 - 26,72) | 4.      | [ 11 ] |

| Zawodnik         | Konkurencja       | Faza grupowa     | Faza grupowa     | Faza grupowa     | Faza grupowa     | Faza grupowa     | Faza grupowa | Półfinały        | Finał            | Finał   | Źródło                                    |
| Zawodnik         | Konkurencja       | Przeciwnik Wynik | Przeciwnik Wynik | Przeciwnik Wynik | Przeciwnik Wynik | Przeciwnik Wynik | Pozycja      | Przeciwnik Wynik | Przeciwnik Wynik | Pozycja | Źródło                                    |
| ---------------- | ----------------- | ---------------- | ---------------- | ---------------- | ---------------- | ---------------- | ------------ | ---------------- | ---------------- | ------- | ----------------------------------------- |
| Andrés Madera    | do 67 kg mężczyzn | Crescenzo 5:0    | Kalniņš 2:4      | Derafshipour 3:9 | Da Costa 0:2     | Al-Masatfa 0:0   | 5.           | NQ               | NQ               | 9.      | [ 12 ] [ 13 ] [ 14 ] [ 15 ] [ 16 ] [ 17 ] |
| Claudymar Garcés | do 61 kg kobiet   | Heurtault 8:0    | Yin Xiaoyan 0:2  | Çoban 2:6        | Someya 8:5       | N/A              | 3.           | NQ               | NQ               | 5.      | [ 18 ] [ 19 ] [ 20 ] [ 21 ] [ 22 ]        |

### Kolarstwo

#### Kolarstwo szosowe
| Zawodnik     | Konkurencja                    | Czas | Pozycja | Źródło |
| ------------ | ------------------------------ | ---- | ------- | ------ |
| Orluis Aular | wyścig ze startu wspólnego (m) | DNF  | DNF     | [ 23 ] |

#### Kolarstwo BMX
| Zawodnik     | Konkurencja        | Eliminacje | Eliminacje | Eliminacje | Eliminacje | Finał      | Finał      | Finał | Pozycja | Źródło |
| Zawodnik     | Konkurencja        | Przejazd 1 | Przejazd 2 | Średnia    | Miejsce    | Przejazd 1 | Przejazd 2 | Wynik | Pozycja | Źródło |
| ------------ | ------------------ | ---------- | ---------- | ---------- | ---------- | ---------- | ---------- | ----- | ------- | ------ |
| Daniel Dhers | freestyle mężczyzn | 84,20      | 86,00      | 85,10      | 3.         | 90,10      | 92,05      | 92,05 | srebro  | [ 24 ] |

### Lekkoatletyka
Konkurencje techniczne
| Zawodnik         | Konkurencja        | Kwalifikacje | Kwalifikacje | Finał   | Finał   | Źródło |
| Zawodnik         | Konkurencja        | Wynik        | Miejsce      | Wynik   | Miejsce | Źródło |
| ---------------- | ------------------ | ------------ | ------------ | ------- | ------- | ------ |
| Rosa Rodríguez   | rzut młotem (k)    | 68,23        | 22.          | NQ      | NQ      | [ 25 ] |
| Ahymara Espinoza | pchnięcie kulą (k) | 17,17        | 25.          | NQ      | NQ      | [ 26 ] |
| Robeilys Peinado | skok o tyczce (k)  | 4,55         | 1.           | 4,50    | 8.      | [ 27 ] |
| Yulimar Rojas    | trójskok (k)       | 14,77        | 1.           | 15,67 , | złoto   | [ 28 ] |

### Pływanie
| Zawodnik       | Konkurencja          | Eliminacje | Eliminacje | Półfinał | Półfinał | Finał     | Finał   | Źródło               |
| Zawodnik       | Konkurencja          | Czas       | Miejsce    | Czas     | Miejsce  | Czas      | Miejsce | Źródło               |
| -------------- | -------------------- | ---------- | ---------- | -------- | -------- | --------- | ------- | -------------------- |
| Alfonso Mestre | 50 m dowolnym (m)    | 21,96      | 14.        | 22,22    | 15.      | NQ        | NQ      | [ 29 ] [ 30 ] [ 31 ] |
| Alfonso Mestre | 100 m dowolnym (m)   | 49,44      | 33.        | NQ       | NQ       | NQ        | NQ      | [ 32 ] [ 33 ] [ 34 ] |
| Alfonso Mestre | 400 m dowolnym (m)   | 3:47,14    | 16.        | N/A      | N/A      | NQ        | NQ      | [ 35 ] [ 36 ]        |
| Alfonso Mestre | 800 m dowolnym (m)   | 7:52,07    | 15.        | N/A      | N/A      | NQ        | NQ      | [ 37 ] [ 38 ]        |
| Jeserik Pinto  | 50 m dowolnym (k)    | 25,65      | 32.        | NQ       | NQ       | NQ        | NQ      | [ 39 ] [ 40 ] [ 41 ] |
| Jeserik Pinto  | 100 m motylkowym (k) | 1:00,60    | 29.        | NQ       | NQ       | NQ        | NQ      | [ 42 ] [ 43 ] [ 44 ] |
| Paola Pérez    | 10 km (k)            | N/A        | N/A        | N/A      | N/A      | 2:05:45,0 | 20.     | [ 45 ]               |

### Podnoszenie ciężarów
| Zawodnik            | Konkurencja     | Rwanie | Rwanie  | Podrzut | Podrzut | Razem  | Pozycja | Źródło |
| Zawodnik            | Konkurencja     | Wynik  | Pozycja | Wynik   | Pozycja | Razem  | Pozycja | Źródło |
| ------------------- | --------------- | ------ | ------- | ------- | ------- | ------ | ------- | ------ |
| Julio Mayora        | -73 kg mężczyzn | 156 kg | 2.      | 190 kg  | 3.      | 346 kg | srebro  | [ 46 ] |
| Keydomar Vallenilla | -96 kg mężczyzn | 177 kg | 2.      | 210 kg  | 2.      | 387 kg | srebro  | [ 46 ] |
| Yusleidy Figueroa   | -59 kg kobiet   | 91 kg  | 8.      | 115 kg  | 5.      | 206 kg | 6.      | [ 46 ] |
| Naryury Pérez       | -87 kg kobiet   | 112 kg | 4.      | 130 kg  | 8.      | 242 kg | 7.      | [ 46 ] |

### Siatkówka
Turniej mężczyzn
- Reprezentacja mężczyzn

| - Armando Velázquez - Fernando González - Héctor Mata - Emerson Rodríguez - Robert Oramas - Edson Valencia |  | - José Carrasco - José Verdi - Eliécer Canelo - Luis Arias - Ronald Fayola - Willner Rivas |

| Drużyna   | Konkurencja      | Faza grupowa     | Faza grupowa     | Faza grupowa     | Faza grupowa     | Faza grupowa     | Faza grupowa | Ćwierćfinały     | Półfinały        | Finał            | Pozycja | Źródło |
| Drużyna   | Konkurencja      | Przeciwnik Wynik | Przeciwnik Wynik | Przeciwnik Wynik | Przeciwnik Wynik | Przeciwnik Wynik | Pozycja      | Przeciwnik Wynik | Przeciwnik Wynik | Przeciwnik Wynik | Pozycja | Źródło |
| --------- | ---------------- | ---------------- | ---------------- | ---------------- | ---------------- | ---------------- | ------------ | ---------------- | ---------------- | ---------------- | ------- | ------ |
| Wenezuela | turniej mężczyzn | Japonia P 0:3    | Iran P 0:3       | Polska P 1:3     | Kanada P 0:3     | Włochy P 0:3     | 6.           | NQ               | NQ               | NQ               | 12.     | [ 47 ] |

### Skoki do wody
| Zawodnik    | Konkurencja                  | Preeliminacje | Preeliminacje | Półfinał | Półfinał | Finał  | Finał   | Źródło               |
| Zawodnik    | Konkurencja                  | Punkty        | Miejsce       | Punkty   | Miejsce  | Punkty | Miejsce | Źródło               |
| ----------- | ---------------------------- | ------------- | ------------- | -------- | -------- | ------ | ------- | -------------------- |
| Óscar Ariza | wieża 10 m indywidualnie (m) | 327,05        | 22.           | NQ       | NQ       | NQ     | NQ      | [ 48 ] [ 49 ] [ 50 ] |

### Strzelectwo
| Zawodnik    | Konkurencja                         | Kwalifikacje | Kwalifikacje | Finał | Finał   | Źródło        |
| Zawodnik    | Konkurencja                         | Wynik        | Pozycja      | Wynik | Pozycja | Źródło        |
| ----------- | ----------------------------------- | ------------ | ------------ | ----- | ------- | ------------- |
| Julio Iemma | karabin pneumatyczny (m)            | 618,3        | 43.          | NQ    | NQ      | [ 51 ] [ 52 ] |
| Julio Iemma | karabin małokalibrowy 3 postawy (m) | 1132-41x     | 39.          | NQ    | NQ      | [ 53 ] [ 54 ] |

### Szermierka
| Zawodnik      | Konkurencja              | 1/32             | 1/16             | 1/8              | Ćwierćfinały     | Półfinały        | Finał/o 3. miejsce | Finał/o 3. miejsce | Źródło |
| Zawodnik      | Konkurencja              | Przeciwnik Wynik | Przeciwnik Wynik | Przeciwnik Wynik | Przeciwnik Wynik | Przeciwnik Wynik | Przeciwnik Wynik   | Pozycja            | Źródło |
| ------------- | ------------------------ | ---------------- | ---------------- | ---------------- | ---------------- | ---------------- | ------------------ | ------------------ | ------ |
| José Quintero | szabla indywidualnie (m) | Yoshida W 15-13  | Szilágyi P 7-15  | NQ               | NQ               | NQ               | NQ                 | 32.                | [ 55 ] |
| Rubén Limardo | szpada indywidualnie (m) | Bye              | Cannone P 12-15  | NQ               | NQ               | NQ               | NQ                 | 18.                | [ 56 ] |

### Wioślarstwo
| Zawodnik                | Konkurencja | Eliminacje | Eliminacje | Repasaż | Repasaż | Półfinały | Półfinały | Finał   | Finał      | Miejsce | Źródło |
| Zawodnik                | Konkurencja | Czas       | M.         | Czas    | M.      | Czas      | M.        | Czas    | M.         | Miejsce | Źródło |
| ----------------------- | ----------- | ---------- | ---------- | ------- | ------- | --------- | --------- | ------- | ---------- | ------- | ------ |
| César Amaris José Güipe | LM2x        | 6:46,11    | 5.         | 7:01,46 | 5.      | N/A       | N/A       | 6:36,37 | 3. Finał C | 15.     | [ 57 ] |

### Żeglarstwo
| Zawodnik    | Konkurencja | Wyścig | Wyścig | Wyścig | Wyścig | Wyścig | Wyścig | Wyścig | Wyścig | Wyścig | Wyścig | Wyścig | Punkty | Finałowa pozycja | Źródło |
| Zawodnik    | Konkurencja | 1      | 2      | 3      | 4      | 5      | 6      | 7      | 8      | 9      | 10     | M*     | Punkty | Finałowa pozycja | Źródło |
| ----------- | ----------- | ------ | ------ | ------ | ------ | ------ | ------ | ------ | ------ | ------ | ------ | ------ | ------ | ---------------- | ------ |
| Andrés Lage | Finn        | 15     | 18     | 18     | 18     | 19     | 18     | 18     | 17     | 19     | 13     | NQ     | 154    | 18.              | [ 58 ] |

M - Wyścig medalowy